# جوزفویل، میسوری
جوزفویل (به انگلیسی: Josephville) یک منطقهٔ مسکونی در ایالات متحده آمریکا است که در شهرستان سنت چارلز، میزوری واقع شده‌است.
 جوزفویل ۶٫۷۶ کیلومتر مربع مساحت و ۳۷۶ نفر جمعیت دارد و ۱۸۹ متر بالاتر از سطح دریا واقع شده‌است.